# Alexandre Guilmant
Félix Alexandre Guilmant /alɛkˈsɑ̃dʁ ɡilˈmɑ̃/ (Boulogne-sur-Mer, 12 marzo 1837 – Meudon, 29 marzo 1911) è stato un compositore e organista francese.

## Biografia
Apprezzato concertista d'organo, con molte tournée in Europa e in America al suo attivo, Guilmant viene nominato, nel 1871, organista della chiesa della Sainte-Trinité a Parigi. Assieme a Vincent d'Indy e Charles Bordes fonda nel 1896 a Parigi la Schola Cantorum e succede a Charles-Marie Widor nella cattedra d'organo del conservatorio di Parigi.
Cura, assieme a André Pirro, l'edizione degli Archives des Maîtres de l'Orgue, una raccolta di spartiti organistici dedicata agli autori classici francesi (10 volumi, pubblicati dal 1898 al 1914). Sulla stessa falsariga cura l'edizione dell'École classique de l'Orgue (25 volumi, pubblicati dal 1898 à 1903), dedicata ai maestri stranieri. Tenne una corrispondenza con il compositore ed organista italiano Dionigio Canestrari.

## Opere principali
- Pièces dans différents styles ("Pezzi in stili diversi"), per organo
- 8 sonate (o sinfonie), per organo
- Soixante interludes dans la tonalité grégorienne ("Sessanta interludi nella modalità gregoriana"), per organo
- L'organiste pratique ("L'organista pratico"), raccolta costituita da 12 quaderni
- L'organiste liturgique ("L'organista liturgico"), raccolta costituita da 10 quaderni
- Morceau symphonique op. 88 ("Pezzo sinfonico"), per trombone e pianoforte (e non per trombone e organo, come verrebbe ovvio immaginare e con il quale viene anche eseguito), scritto nel 1902 per un esame della classe di trombone di Louis Allard del Conservatorio di Parigi. Il brano era presente nel programma del Vecchio Ordinamento per il Diploma della Scuola di Trombone dei Conservatori italiani.